# 印度電影觀眾
《電影觀眾》（英語：Filmfare）是由英國廣播公司與華納唱片公司合資興辦的印度雜誌，主要評論寶萊塢電影和電影演員。 
該雜誌每年靠讀者投票評選：
1. 印度電影觀眾獎 ── 獎勵傑出的印地語電影及導演、演員。
2. 南方印度電影觀眾獎  ── 獎勵傑出的泰米爾語、泰盧固語、卡納達語、馬拉雅拉姆語電影及導演、演員。

## 外部連結
- 印度雜誌電影觀眾雜誌網址（页面存档备份，存于）